# Chiang Wai Hung
Dans ce nom, le nom de famille, Chiang, précède le nom personnel.
Chiang Wai Hung (en chinois traditionnel : 蔣 偉洪) (né le 15 avril 1976) est un athlète de Hong Kong, spécialiste du 100 m.
Il détenait le record de Hong Kong du 100 m, en 10 s 37 (2000) ainsi que celui du relais 4 × 100 m. Il a participé aux Jeux olympiques de 2000 et à ceux de 2004. Lors des Championnats du monde 2001 et 2003, il se place 5e en séries.